# Сендзейовиці (Свентокшиське воєводство)
Сендзейовиці (пол. Sędziejowice) — село в Польщі, у гміні Хмельник Келецького повіту Свентокшиського воєводства.
Населення — 390 осіб (2011).
У 1975-1998 роках село належало до Келецького воєводства.

## Демографія
Демографічна структура на день 31 березня 2011 року:
|          | Загалом | Допрацездатний вік | Працездатний вік | Постпрацездатний вік |
| -------- | ------- | ------------------ | ---------------- | -------------------- |
| Чоловіки | 203     | 42                 | 128              | 33                   |
| Жінки    | 187     | 25                 | 100              | 62                   |
| Разом    | 390     | 67                 | 228              | 95                   |